# Skópelos
Skópelos er en frodig græsk bjergø i øgruppen Sporaderne ud for Grækenlands østkyst.
Skópelos er på 96 km2 med 5.000 indbyggere; Hovedbyen hedder som øen Skópelos. Øen har ingen lufthavn, så man kommer til havnebyen Skópalos via en af øerne Skiathos eller Skiros.
Øen har fået navn af de stejle klipper og revene på nordkysten. I de smukke omgivelser blev store dele af Mamma Mia-filmen indspillet.
39°07′00″N 23°42′00″Ø / 39.11667°N 23.7°Ø